# 露薏絲·蕾娜
露薏絲·蕾娜（英語：Luise Rainer，1910年1月12日—2014年12月29日）是出生在德國的美國電影演員，也是猶太人。1936年和1937年主演《歌舞大王齐格菲》《大地》连续荣获第9届、第10届奥斯卡最佳女主角奖。她是第一位獲得兩次奧斯卡最佳女主角獎，也是第一個連續兩年贏得奧斯卡最佳女主角獎的演員，也是最長壽的奧斯卡女主角。2014年12月29日去世，享壽104歲。

## 生平
露薏絲·蕾娜的父母是富裕的进出口贸易商，她是家中的第二个孩子。16岁时她离开家来到奥地利维也纳的一家剧院学习表演艺术。在那里她参加了莎士比亚以及萧伯纳等人所撰写的戏剧。1930年，她第一次登上了电影屏幕，她的第一部影片是一部德语电影。两年后的1932年，她还演出了一部音乐剧。蕾娜后来又拍摄了两部德语电影，不过，由于希特勒所领导的纳粹党的排犹政策，蕾娜的父亲移民到了美国。很快她就获得了当时好莱坞最著名的制片公司米高梅的注意，蕾娜同米高梅签订了一份为期7年的合同。米高梅利用她的德国身份，让她在1935拍摄背景设在维也纳的《大逃亡》（Escapade），和她演对手戏的是当时最出名的男明星之一，威廉·鲍威尔。由于给鲍威尔留下了深刻的映象，鲍威尔要求她出演自己的下一部电影《歌舞大王齐格飞》，这部影片以一位真实的百老汇大亨齐格飞为基础。蕾娜只是出演齐格飞的前妻，却以自己扎实的演技赢得了自己的第一个奥斯卡最佳女主角奖。实际上，蕾娜刚到美国的时候连什么是奥斯卡奖都不知道，赢得奥斯卡最佳女主角更像是做梦一样。
米高梅给蕾娜准备的下一部电影是基于诺贝尔文学奖得主赛珍珠小说所改编的《大地》（The Good Earth），这部反映中国封建社会的电影中，由金发碧眼的美国人饰演中国人。在这部影片中，蕾娜饰演一位农民的妻子，这位妻子非常卑微，面对自己的丈夫常常连话都不敢说。这部影片帮助她蝉联了1937年的奥斯卡最佳女主角奖，也使她成为历史上第一个连续2年获得奥斯卡最佳女主角奖的女演员。然而，获得两次奥斯卡奖后蕾娜却仿佛中了魔咒一般，职业生涯急转直下，用她自己的话说“这是我遇到的最糟糕的事情”。米高梅制片人欧文·塔尔贝格（Irving Thalberg）在1936年去世，这对她的事业也是一个打击，因为这位制片人总能找到最适合演员的剧本。在为米高梅继续拍摄了4部影片之后，这位演员跟随丈夫到了纽约，并声称自己不得不离开好莱坞。40年代同丈夫离婚之后她回到欧洲的舞台，之后又回到美国百老汇。1942年，在为派拉蒙拍摄了一部影片后她退出了电影界。2战中她帮助美国政府销售战争债券。还去过南非以及意大利，向军队提供书本。
1945年7月，蕾娜同罗伯特·尼特尔（Robert Knittel）结婚并且一直陪伴到男方去世，两人主要居住在瑞士以及英国，在1946年他们生下一名女儿。在二战结束以后的岁月，蕾娜告别了电影，把大量的时间都花在家人身上。不过40年代到60年代之间她曾经出现在多个电视节目之中。1954年她拍摄了最后一部德语电影，本来她差点在60年代重返美国银幕，但是因为她拒绝出演拥有性暗示的画面或是自己的对话遭到监控，编剧删掉了原本属于她的角色。1997年，已经87岁的蕾娜终于在电影赌徒（The Gambler）中露面，在片中她饰演一位第一次接触轮盘赌的老奶奶。1953年以及1983年的时候她颁发过奥斯卡最佳外语片奖项。她还参加过1998年以及2003年的奥斯卡颁奖典礼，并且自嘲说“如果我没出现，他们还以为我死了呢。”即便已有100岁高龄蕾娜也没闲着，100岁生日后1个月她就到洛杉矶参加了一个庆祝活动。第二年她又飞到柏林，接受了柏林星光大道颁发的一颗星星。2012年，她接受了《娱乐周刊》的参访。

## 演出作品
- 《歌舞大王齐格飞》（The Great Ziegfeld）
- 《大地》（The Good Earth）

## 外部連結
- 露薏絲·蕾娜在互联网电影资料库（IMDb）上的資料（英文）
- BBC interview, Feb. 23, 2011 （页面存档备份，存于） Audio, 7 minutes
- virtual-history （页面存档备份，存于）

| 獎項                 | 獎項                    | 獎項                 |
| -------------------- | ----------------------- | -------------------- |
| 上一届： 贝蒂·戴维斯 | 奥斯卡最佳女主角 1936年 | 下一届： 露薏絲·蕾娜 |
| 上一届： 露薏絲·蕾娜 | 奥斯卡最佳女主角 1937年 | 下一届： 贝蒂·戴维斯 |